# Gare de Haydarpaşa
La gare de Haydarpaşa (en turc : Haydarpaşa garı) est une gare historique interurbaine, dont le trafic est suspendu depuis 2010 à la suite d'un important incendie. Jusqu'alors, c'était une plaque tournante du transport à Istanbul, située à Haydarpaşa sur la rive asiatique de la ville. S'agissant du trafic, c'était la plus importante de Turquie et du Moyen-Orient. Elle disposait également de connexions au réseau de transport (tr) de la ville comprenant bus et ferrys. Une ligne du tramway d'Istanbul se trouve à quelques rues au sud de la gare.

## Situation ferroviaire

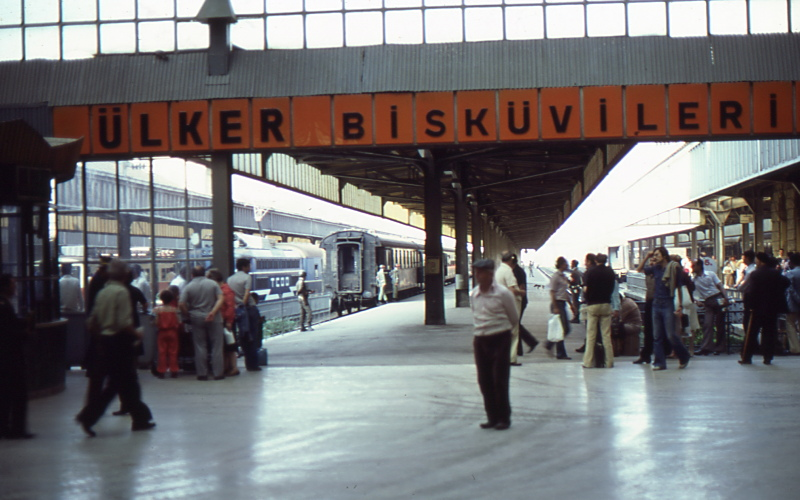
Intérieur de la gare en septembre 1980 après le coup d'état militaire.

La gare de Haydarpaşa  fut le terminus ouest de la ligne principale Istanbul-Ankara et a été le terminus ouest du chemin de fer de Bagdad (Istanbul-Konya-Adana-Alep-Bagdad) et du chemin de fer du Hedjaz (Istanbul-Konya-Adana-Alep-Damas-Amman-Médine). Les voies ne traversent pas le Bosphore, mais un ferry transportait des wagons de la gare de Haydarpaşa, sur la côte asiatique, à celle de Sirkeci, sur la côte européenne. En 2012, un groupe d'artistes québécois a organisé une exposition à la gare même pour démontrer la situation précaire du bâtiment.

## Histoire
La construction du bâtiment, dont les plans sont dus à deux architectes allemands, Otto Ritter von Kühlmann (de) et Hellmuth Cuno (de), débute le 30 mai 1906 pour s'achever le 19 août 1908. Au moment de l'édification, le bâtiment, d'une surface de 2 525 m2 (portée ensuite à 3 836 m2), repose sur 1 100 pièces en bois imperméabilisé, du fait que celui-ci a été construit sur des remblais gagnés sur le Bosphore,. La municipalité d'Istanbul souhaite aujourd'hui transformer la gare à des fins touristiques.

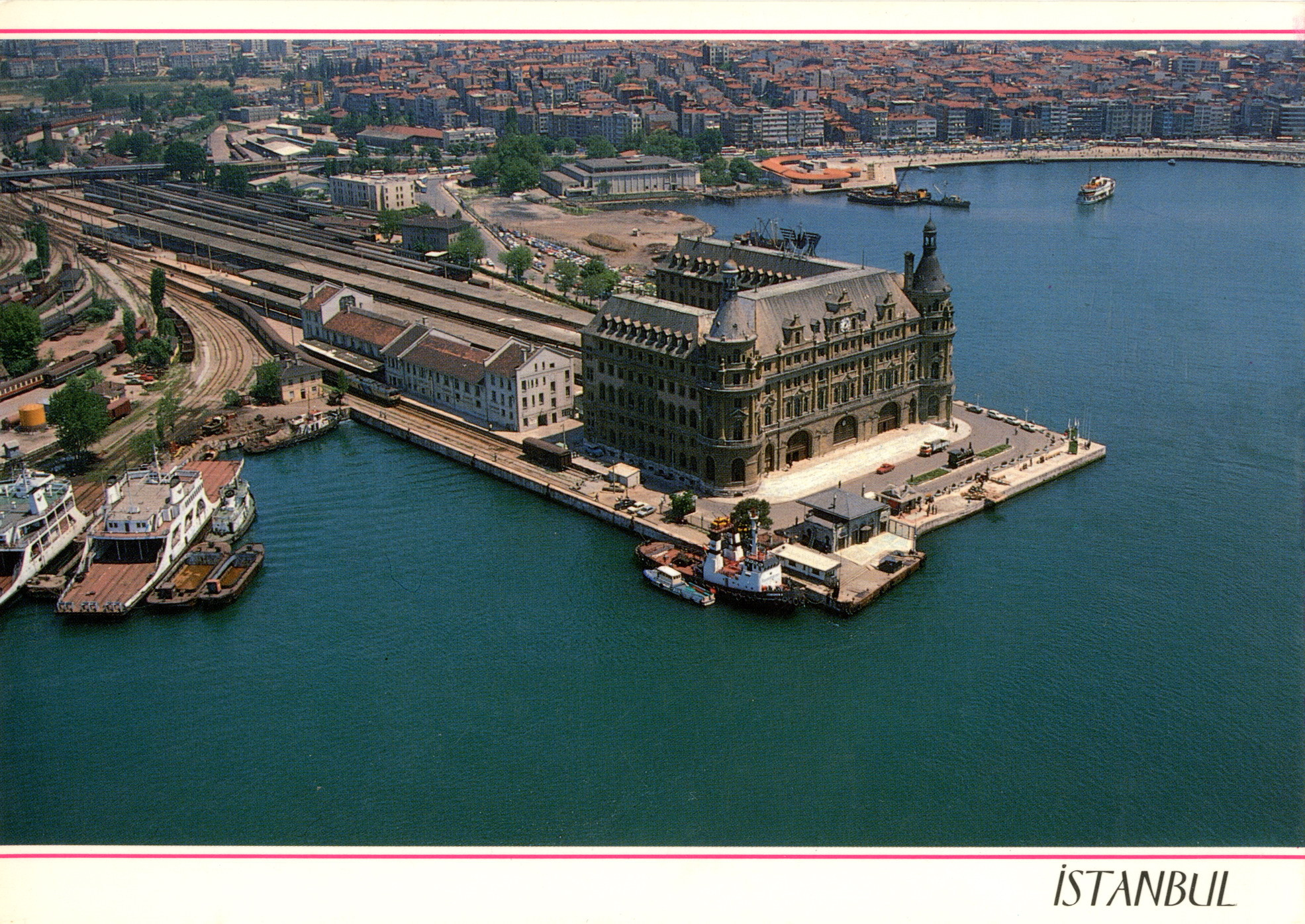
Le terminal, vue aérienne.

La rénovation de la gare traîne cependant en longueur. Après restauration, elle est censée recevoir des trains de banlieue, ainsi que le terminus de la ligne à grande vitesse vers Ankara, en remplacement de la gare de Pendik (en).